# Yprésien
Stratigraphie
Thanétien Lutétien
Paléocène
Subdivisions
- Cuisien
- Ilerdien = Sparnacien

Paléogéographie et climat
L'Yprésien est l'étage le plus ancien de l'époque Éocène (Cénozoïque). Il s'étend de 56,0 à 47,8 millions d'années. Il fut défini par André Dumont en référence à la ville d'Ypres en Belgique.
L'Yprésien vit apparaître les premiers primates et les premiers équidés.
Il est parfois décomposé en :
- Cuisien (53-49 millions d'années)
- Sparnacien ou Ilerdien (55,8 millions d'années)

Le maximum thermique du passage Paléocène-Eocène se trouve à la transition entre le Thanetien et l'Yprésien.

## Identification historique
Cet horizon géologique doit son nom à la ville d'Ypres, en Belgique, où l'on en a reconnu les premières strates caractéristiques. C'est André Hubert Dumont, qui les décrivit le premier, en 1850 ; toutefois, l'étage yprésien, tel qu'on le caractérise aujourd'hui, n'a plus qu'un lointain rapport avec celui de Dumont, puisqu'il embrasse une période de l'histoire géologique beaucoup plus brève.

## Définition et site stratigraphique de référence

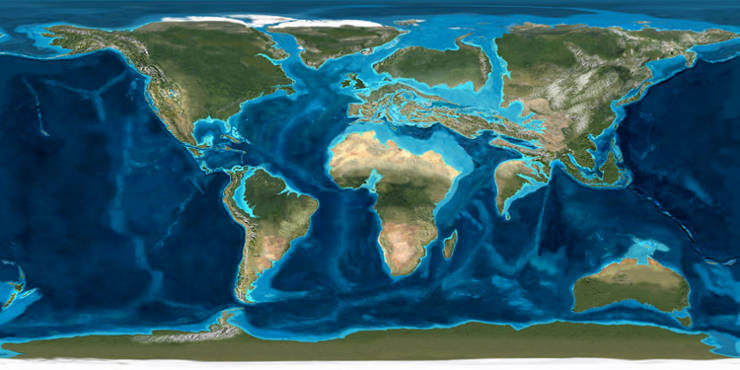
La Terre à l'Yprésien

La base de cet étage est définie par une anomalie des isotopes du carbone (carbon isotope excursion) ; la strate ultime coïncide avec l'apparition des foraminifères du genre Hantkenina. Le site stratigraphique de référence est l'horizon de Dababiya, dans les environs de Louqsor, en Égypte.
Selon la définition de Hottinger et Schaub (1960), corroborée par les observations de nombreux auteurs subséquents, « l'Ilerdien désigne l'ensemble des couches nummulitiques paléocènes dans les Pyrénées orientales attribuées jusqu'ici au Lutétien inférieur et à l'Yprésien » ; il débuterait par la zone à Alveolina cucumiformis, suivie par celle à Alveolina corbarica (marnes bleues) et se terminerait par la zone à Alveolina trempina (grès à huîtres).

## L'Yprésien dans le monde
En Europe, l'argile yprésienne est un dépôt sédimentaire du nord de la France et de la Belgique. Elle est géologiquement identique à l'argile de Londres.
En Amérique du Sud, trois sous-périodes composent l'éocène inférieur :
- Le Riochiquien (en)
- L'Itaboraien
- Le casamayorien (en)